# Чабарівка
Чабарі́вка — село в Україні, у Васильковецькій сільській громаді Чортківського району Тернопільської області. Розташоване на річці Чабарівка, на південному сході району.
До 2015 року було центром сільради. Від вересня 2015 року ввійшло у склад Васильковецької сільської громади.
Населення — 1216 осіб (2007).

## Населення

### Мова
Розподіл населення за рідною мовою за даними перепису 2001 року:
| Мова       | Кількість | Відсоток |
| ---------- | --------- | -------- |
| українська | 1196      | 99.67%   |
| російська  | 4         | 0.33%    |
| Усього     | 1200      | 100%     |

## Історія
Поблизу села виявлено археологічні пам'ятки пізнього палеоліту.
Відоме від 1648.
Діяли «Просвіта», «Сільський господар», «Рідна школа» та інші українські товариства, кооператива.
12 червня 2020 року, відповідно до розпорядження Кабінету Міністрів України № 724-р «Про визначення адміністративних центрів та затвердження територій територіальних громад Тернопільської області» увійшло до складу Васильковецької територіальної громади.
19 липня 2020 року, в результаті адміністративно-територіальної реформи та ліквідації Гусятинського району, село увійшло до складу новоутвореного Чортківського району.

## Політика

### Парламентські вибори, 2019
На позачергових парламентських виборах 2019 року у селі функціонувала окрема виборча дільниця № 610266, розташована у приміщенні будинку культури.
Результати
- зареєстровано 799 виборців, явка 57,45 %, найбільше голосів віддано за «Слугу народу» — 39,08 %, за «Голос» — 13,32 %, за Всеукраїнське об'єднання «Батьківщина» — 10,92 %.[4] В одномандатному окрузі найбільше голосів отримав Ігор Сопель (Слуга народу) — 32,07 %, за Миколу Люшняка (самовисування) — 18,49 %, за Зеновія Холоднюка (самовисування) — 11,58 %[5].

## Релігія
- церква святого архістратига Михаїла (1886; УГКЦ; мурована),
- костел святого Архангела Михаїла (1934).

## Пам'ятки
Споруджено пам'ятник воїнам-односельцям, полеглим у німецько-радянській війні (1965), насипано символічну могилу УСС (1990).

### Скульптура святого Яна Непомука
Встановлена на честь вбитого в сутичці з козаками ватажка польських військових у 1655 році.
За часів УПА під плиту, на якій стояв пам'ятник, виведено запасний вихід однієї з сільських криївок, яку виявили органи НКВС. У роки Другої світової війни фіґура зруйнована. У 1990-х роках встановлена на тому ж місці.

## Соціальна сфера
Працюють ЗОШ I—II ступ., клуб, бібліотека, ФАП, відділ. зв'язку, цех розливу мінеральної води, торговельні заклади.
У селі діє футбольна команда «Нива», яка є щорічною учасницею районного чемпіонату з футболу та кубка району.[джерело?]

## Транспорт
З 1 вересня 2017 року на платформі Чабарівка зупиняється дизель-поїздТернопіль-Гусятин. Відправлення з Тернополя о 9.10.

## Відомі люди

### Народилися
- Ігор Дейкало- український вчений у галузі кардіології,
- Ігор Мороз — український журналіст, видавець .

### Пов'язані із селом
- служив священиком А. Малиновський,
- громадський діяч Я. Стиранка,
- перебував Симон Петлюра.
- В 1929 році в селі Чабарівка, народився польський помолог і багаторічний працівник Університету Природокористування в Познані (Польща), професор Тадеуш Голубович.[7]

## Галерея

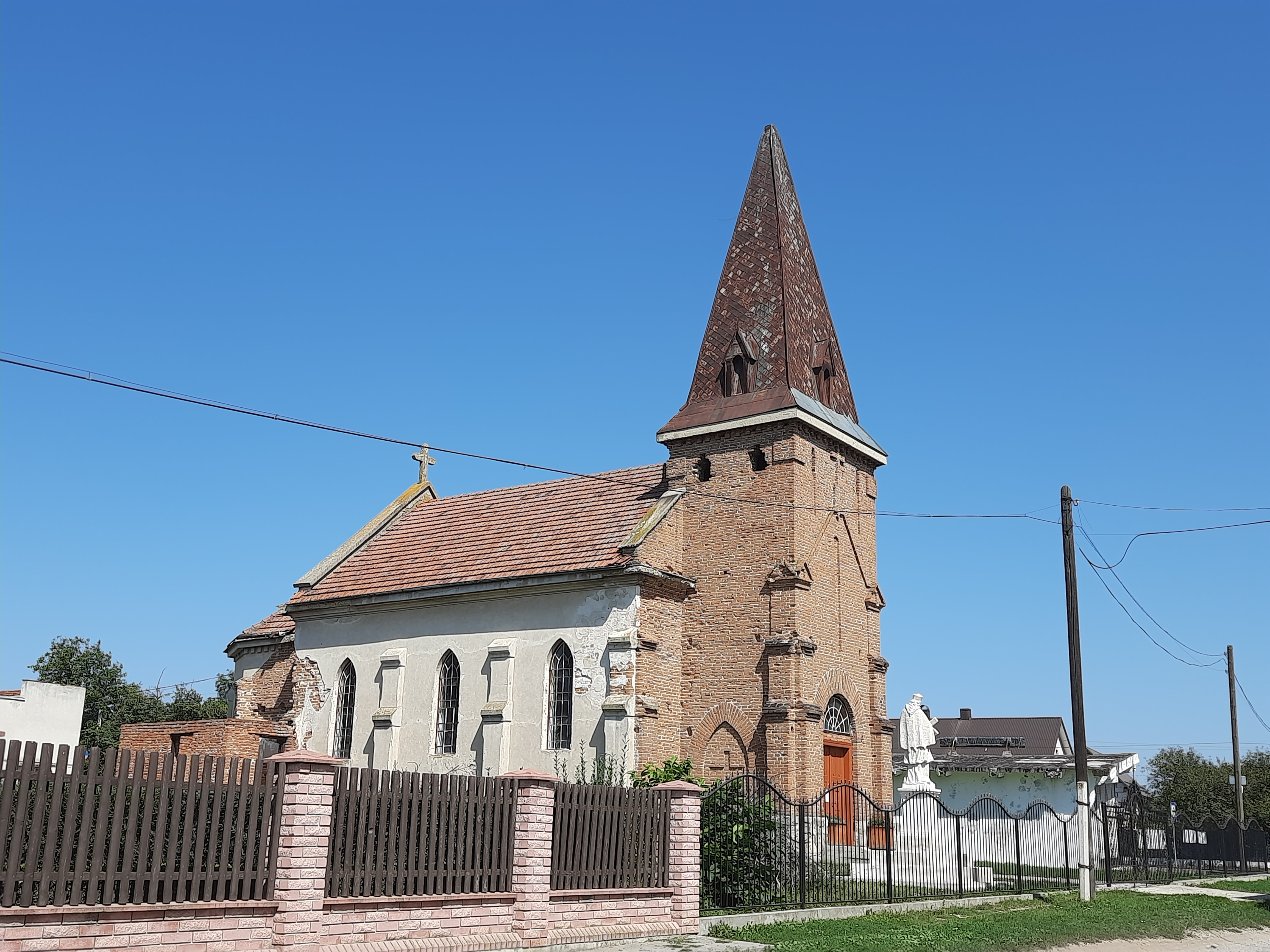
Костел Святого Архангела Михаїла
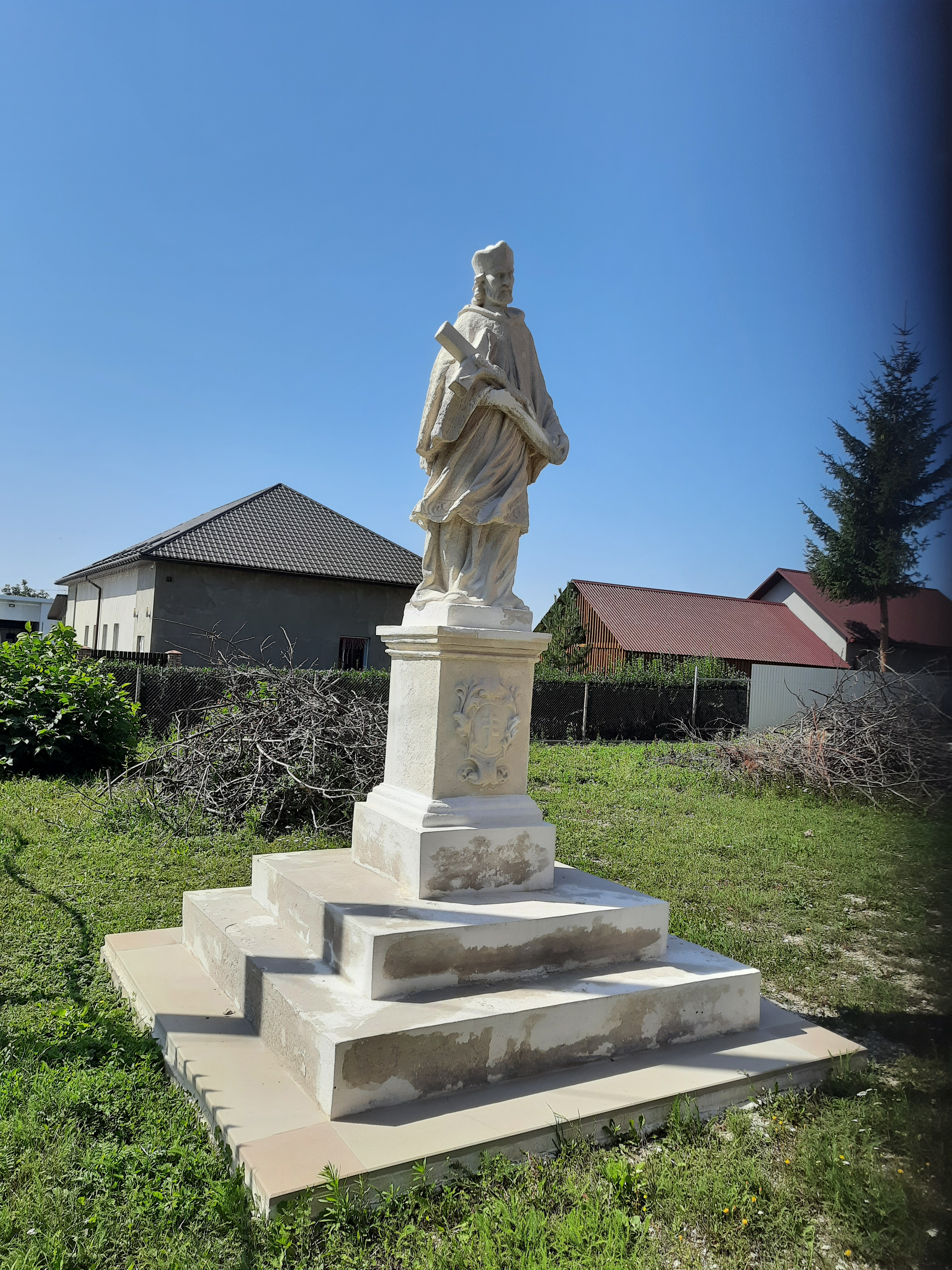
"Фігура" біля костелу
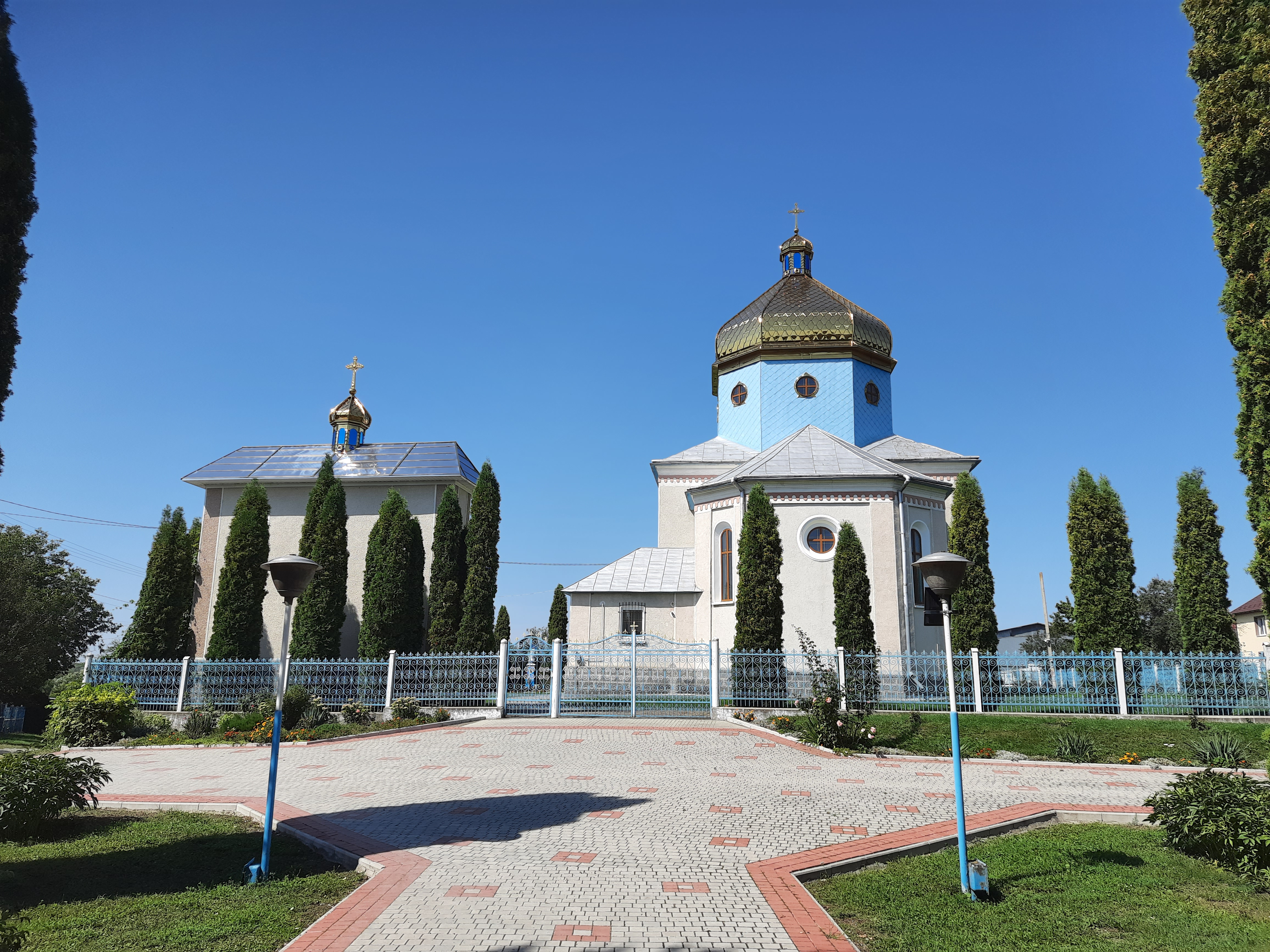
Церква Святого Архістратига Михаїла
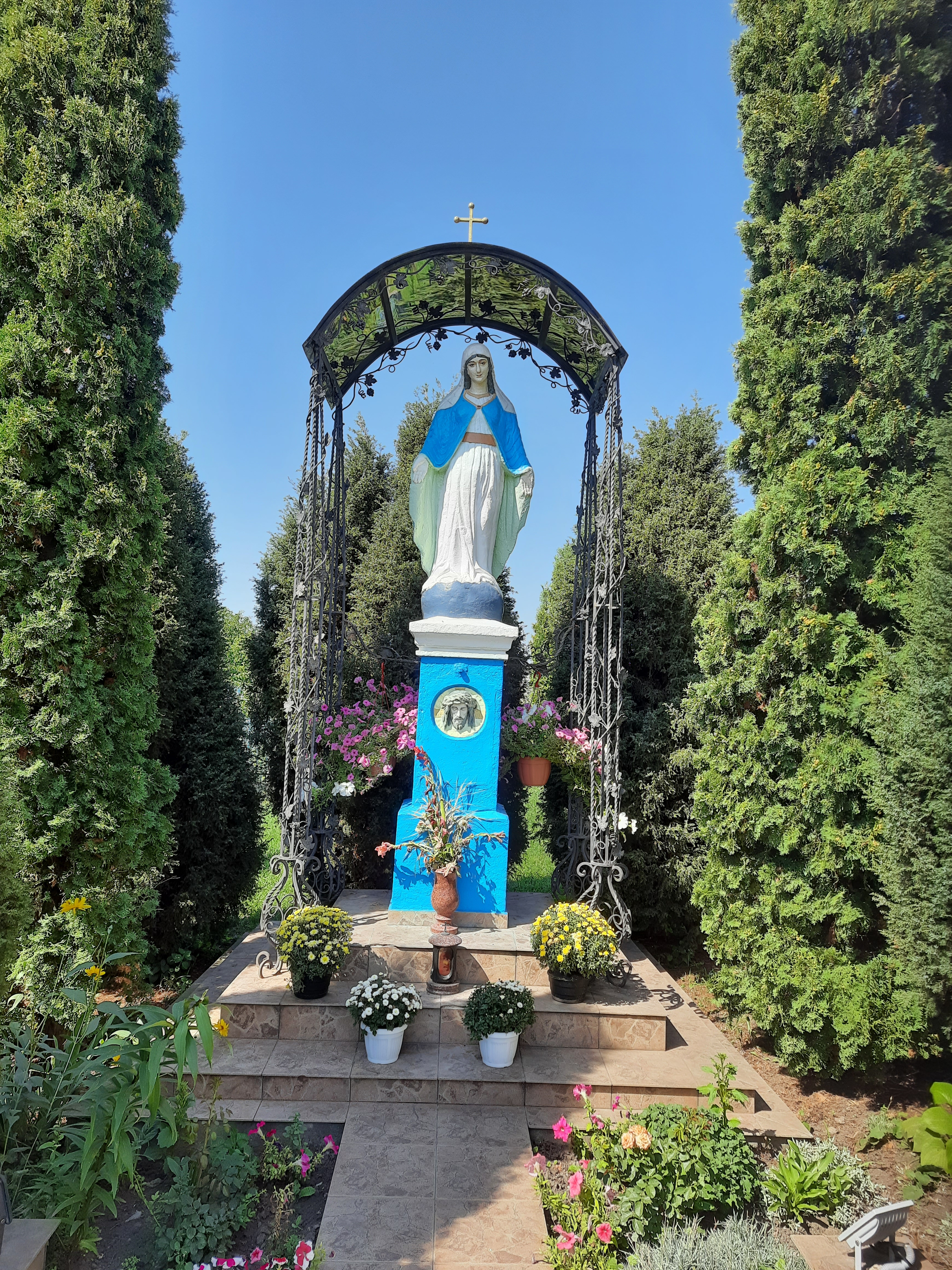
Статуя Божої Матері
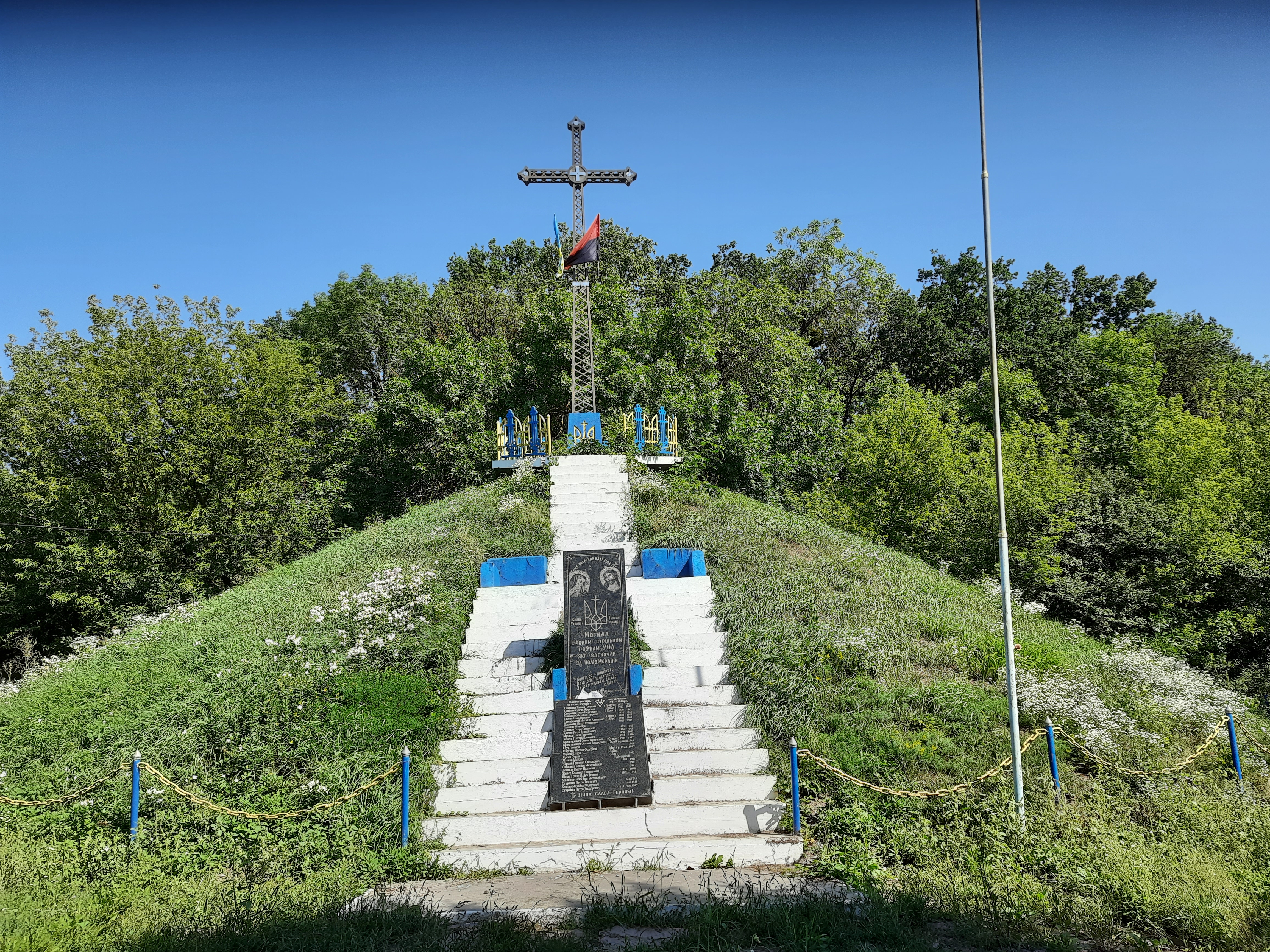
Символічна могила “Борцям за волю України”
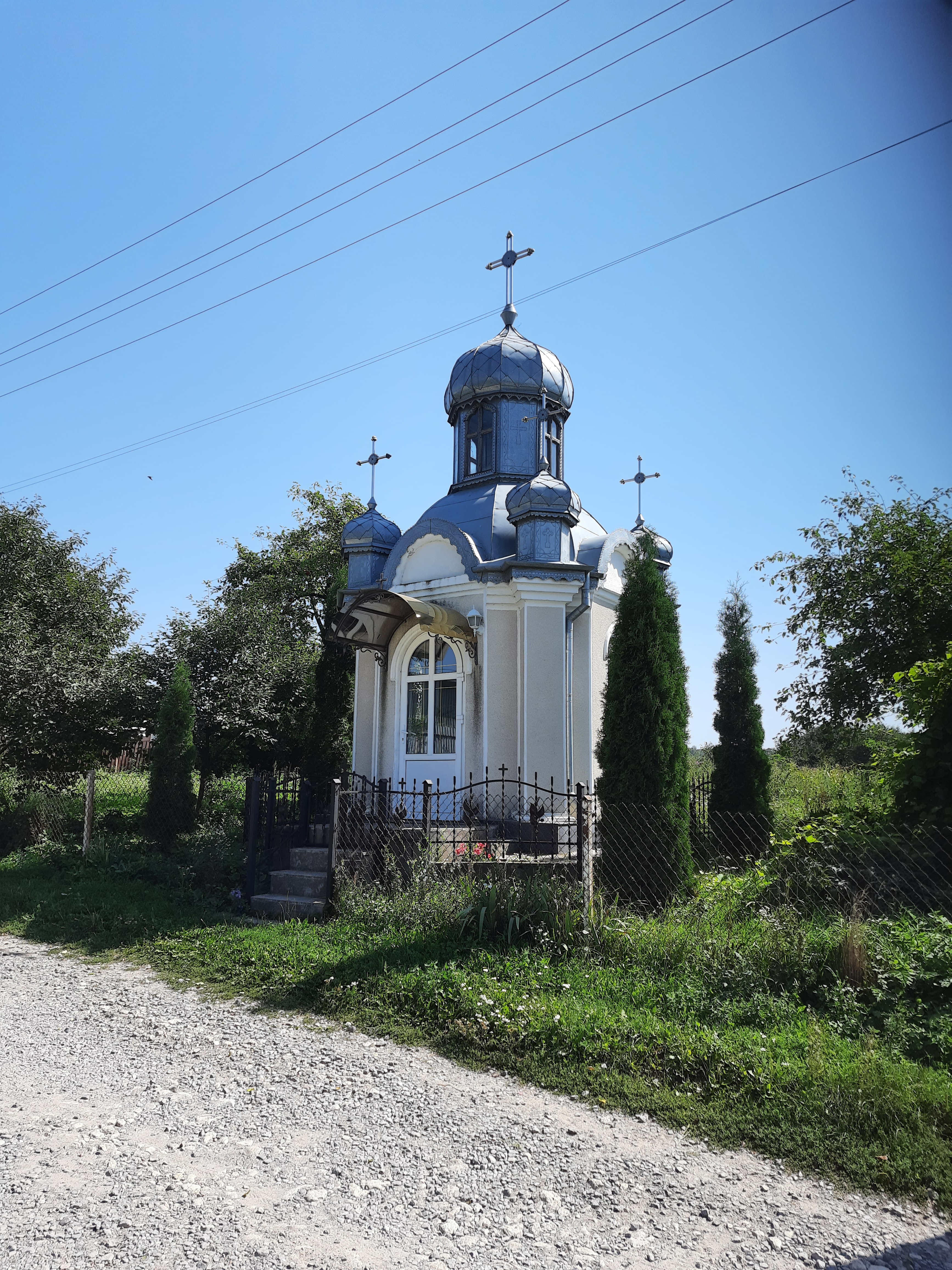
Капличка
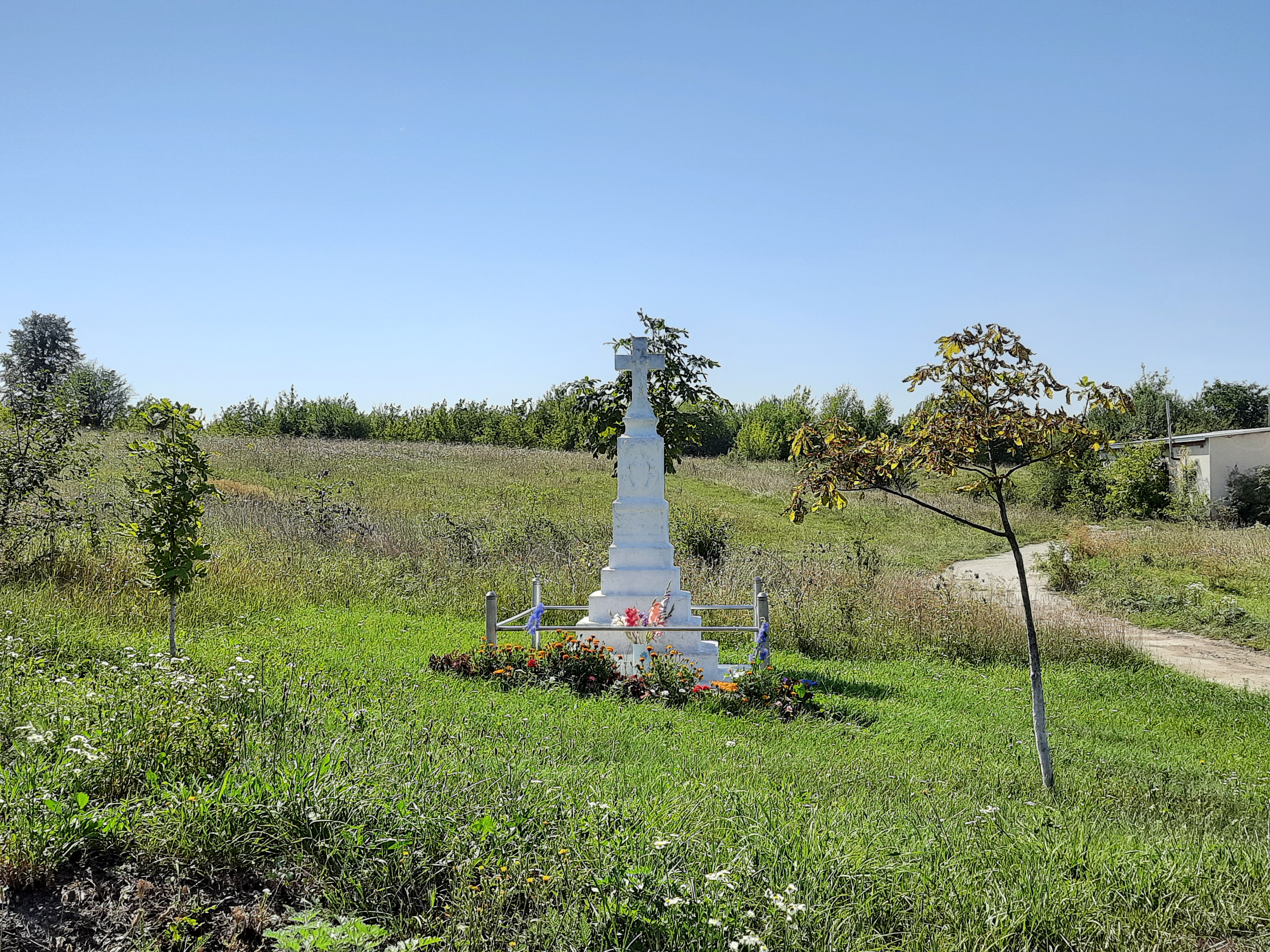
Пам'ятний хрест на околиці села